# Lonchaea winnemanae
Lonchaea winnemanae är en tvåvingeart som beskrevs av Malloch 1914. Lonchaea winnemanae ingår i släktet Lonchaea och familjen stjärtflugor. Inga underarter finns listade i Catalogue of Life.